# Шайма (река)

Шайма — река в Костромской области России, протекает по территории Вохомского и Павинского районов. Устье реки находится в 637 км по правому берегу реки Ветлуги. Длина реки составляет 26 км, площадь водосборного бассейна 129 км².
Исток реки находится в лесах в 10 км к югу от посёлка Павино. Река течёт на юг, сильно петляя. В верхнем и среднем течении на берегах реки деревни Валовая, Черемисы, Рогачи, Плеловцы; нижнее течение не населено. Крупнейший приток — Рассоха (левый). Верхнее и среднее течение реки проходит по территории Павинского района, нижнее — по территории Вохомского. Впадает в Ветлугу ниже посёлка Шайменский.

## Данные водного реестра
По данным государственного водного реестра России относится к Верхневолжскому бассейновому округу, водохозяйственный участок реки — Ветлуга от истока до города Ветлуга, речной подбассейн реки — Волга от впадения Оки до Куйбышевского водохранилища (без бассейна Суры). Речной бассейн реки — (Верхняя) Волга до Куйбышевского водохранилища (без бассейна Оки).
По данным геоинформационной системы водохозяйственного районирования территории РФ, подготовленной Федеральным агентством водных ресурсов:
- Код водного объекта в государственном водном реестре — 08010400112110000041486
- Код по гидрологической изученности (ГИ) — 110004148
- Код бассейна — 08.01.04.001
- Номер тома по ГИ — 10
- Выпуск по ГИ — 0